# Тюрлівська сільська рада
Тюрлівська сільська рада (біл. Цюрлёўскі сельсавет) — адміністративно-територіальна одиниця в складі Молодечненського району розташована в Мінській області Білорусі. Адміністративний центр — Тюрли.
Тюрлівська сільська рада розташована на межі центральної Білорусі, в західній частині Мінської області орієнтовне розташування — супутникові знимки [Архівовано 25 серпня 2011 у WebCite], на південь від Молодечного.
До складу сільради входять 23 населених пунктів:
- Адамовичі • Бояри • Бушевиця • В'язовець • Верхівка • Витропівщина • Горавини • Домаші • Заболоття • Застінки • Коледино • Куклівщина • Лешно • Менютки • Мислевичі • Носилове • Рогози • Саки • Тивидівка • Тюрли • Тюрли Саківські • Шнури.